# Ludwig Erhard
Ludwig Wilhelm Erhard (Fürth, Baviera, 4 de febrero de 1897 - Bonn, 5 de mayo de 1977) fue un político y economista alemán y canciller federal de Alemania Occidental entre 1963 y 1966. Democristiano con tendencias liberales,[cita requerida] mucha gente le considera el padre del milagro económico alemán de posguerra.

## Primeros años de vida
Ludwig Erhard era hijo del comerciante textil Wilhelm Philipp Erhard y de su esposa Augusta (nacida Hassold). Tenía cuatro hermanos. Cuando asistía a la escuela fue bautizado como el protestante Ludwig Erhard miembro de la asociación de alumnos graduados de secundaria y Asociación de Antiguos Alumnos Alemannia Furth v PSC 1908.
Completó el instituto de educación secundaria en 1913 y de 1913 a 1916 cursó una formación profesional en la rama de comercio. De 1916 a 1918 luchó en la Primera Guerra Mundial. Tras estudiar en la escuela superior para el comercio en Núremberg de 1919 a 1922, estudió Economía de la Empresa, Economía Política y Sociología en la Universidad de Fráncfort del Meno. Recibió su doctorado en 1925. De 1925 a 1928 trabaja como gerente en la tienda de su padre. De 1928 a 1942 trabaja en un instituto que investiga el consumo, al principio como colaborador científico, luego como director del instituto.

## Vida pública

### Carrera ministerial
No participó en política desde 1939 hasta el final de la Segunda Guerra Mundial. Fue director del Instituto de Investigación Industrial de Núremberg, aunque fue destituido por el régimen de la Alemania nazi debido a sus opiniones liberales en economía.[cita requerida] En 1945 es profesor en Múnich y consejero económico del gobierno militar estadounidense de ocupación.

De 1945 a 1946 sirvió como ministro de Economía de Baviera, en una cartera que incluía la gestión de la masa monetaria de los créditos. A partir de 1948 dirige la administración de la economía primero de la "bizona" y luego de la "trizona". Prepara la reforma monetaria y la implementación de la Economía Social de Mercado; libre de las contingencias unidas a los deseos de las potencias ocupantes. Así, el 20 de junio de 1948, logró pasar tres leyes que prohibieron el déficit público, eliminaron todos los controles de precios y el sistema de racionamiento, crearon una nueva moneda y pusieron límites a la política monetaria del banco central.

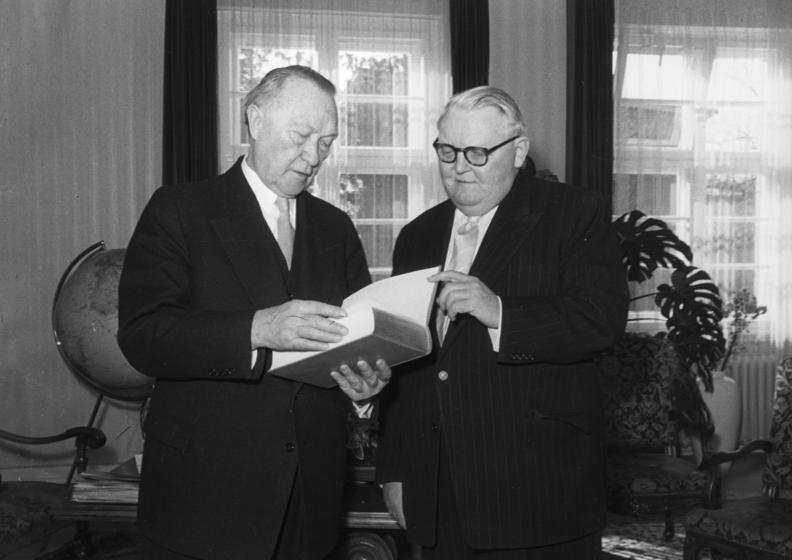
Konrad Adenauer junto a Ludwig Erhard el 5 de enero de 1956.

Con la creación de la República Federal de Alemania (RFA) en 1949, se convierte en ministro de Economía en el Gobierno de Konrad Adenauer, puesto que desempeñará hasta la salida de este del Gobierno en 1963. Es el responsable principal de los rápidos avances económicos de la RFA gracias a la economía social de mercado que se establece. Sus éxitos lo convierten en una "locomotora electoral".[cita requerida] A pesar de sus frecuentes desencuentros, su pareja con el canciller hace triunfar a la Unión Demócrata Cristiana de Alemania (CDU)/Unión Social Cristiana de Baviera (CSU) en 1953, 1957 y 1961 con una importante ventaja sobre el Partido Socialdemócrata de Alemania (SPD), que en 1949 se encontraba casi a la par.

### Canciller federal
Cuando en 1963, Konrad Adenauer, con 85 años, decide retirarse en mitad de su mandato presionado por el Freie Demokratische Partei (FDP), todo el mundo espera el nombramiento de Erhard como sucesor. A pesar de la tenaz oposición de Adenauer, la CDU/CSU presenta su candidatura al Bundestag, que la aprueba.
Canciller desde octubre de 1963, gana las elecciones de 1965. Sin embargo, se plantean problemas a la hora de formar un Gobierno en el que Franz-Josef Strauß (CSU) fuera el ministro de Defensa. Cede finalmente ante las demandas de sus aliados liberales.
Su política exterior se basó en aprovechar la disminución de la presión en la Guerra fría y proponer una normalización de las relaciones con los países pertenecientes al Pacto de Varsovia. En su nota pacífica del 25 de marzo de 1966 propone a los países del bloque del Este un acuerdo de renuncia a la violencia. El intento fracasará, ya que la República Democrática Alemana (RDA) se opondrá a la vez que, por su parte, la RFA  (adoptando la Doctrina Hallstein que impide que dos Estados alemanes puedan tener representación diplomática en la misma capital) no podrá presionar en la negociación. 
Paralelamente, las relaciones franco-alemanas se enfriaron, ya que Erhard y su ministro de Asuntos Exteriores prefieren privilegiar las relaciones transatlánticas, lo que se opone a la visión europeísta propugnada por el presidente francés de Gaulle. Sin embargo, dentro de la CDU/CSU crece un grupo de gaullistes, encabezado por Franz-Josef Strauß, que propugna un reforzamiento de la cooperación con Francia, iniciada en 1950 tras la célebre declaración del ministro francés Robert Schuman.
La política interior se ve marcada por el repliegue de la economía, que ocasiona unos primeros síntomas de la aparición de desempleo y una crisis presupuestaria. Este tema ocasiona diferencias en el seno de la coalición, por lo que los ministros del FDP abandonan el Gobierno el 27 de octubre de 1966 tras el debate sobre los presupuestos. 
Tras esto, la mayoría de la CDU en el Bundestag sólo es relativa. El gobierno Erhard se encuentra en situación precaria, y en ese momento se produce la derrota electoral en el Land de Renania del Norte-Westfalia (el de mayor población), y un importante ascenso de la extrema derecha (NPD) en las elecciones regionales de noviembre de 1966 en Baviera y Hesse. 
Como reacción, algunos diputados de la CDU entablan negociaciones con el SPD para formar una gran coalición, y los dos partidos se ponen de acuerdo en proponer a Kurt Georg Kiesinger como canciller, secundado por el socialdemócrata Willy Brandt.
Erhard dimite el 1 de diciembre de 1966.
El 23 de mayo de 1967 deja la presidencia de la CDU, puesto que desempeñaba desde el 21 de marzo de 1966, a Kurt Georg Kiesinger. Pasará a ser presidente de honor del partido.

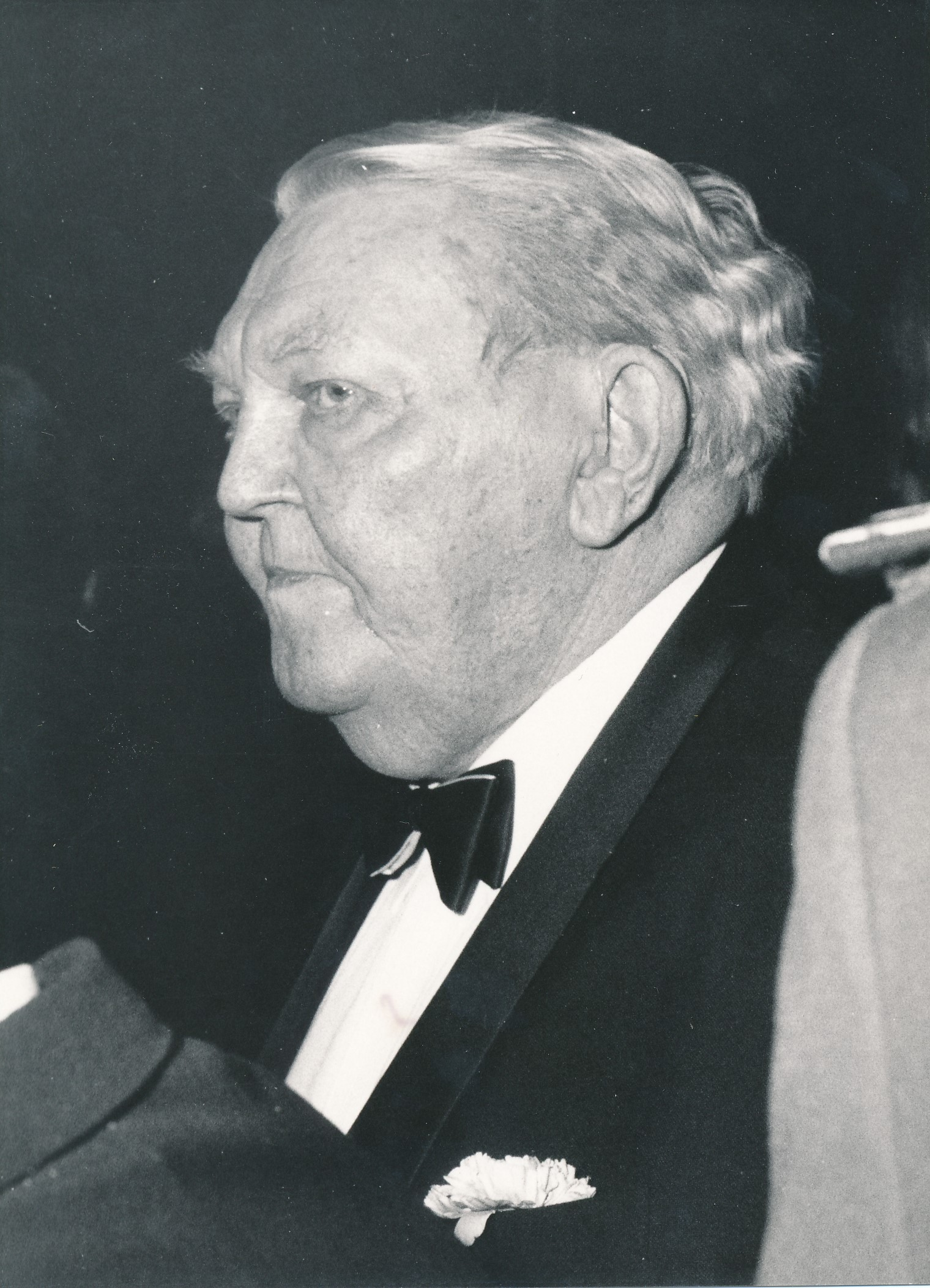
Erhard en 1975.

Murió el 5 de mayo de 1977 en Bonn.

## El método Erhard
En un artículo que publicó el diario francés Le Monde en 1954, bajo el título de «Política liberal o política realista», el socialista Pierre Mendès France opinaba, con un razonamiento que se fundamentaba en argumentos teóricos y abstractos, que el «método Erhard», que había dado lugar al éxito en el renacimiento económico de Alemania no era realmente liberal, sino que se debía sobre todo al éxito de la reforma monetaria de 1948 y a la implantación del Plan Marshall, aplicado sobre la infraestructura de producción de guerra que no se había destruido totalmente y que sólo era necesario volver a poner en marcha, y ello a pesar de los distintos impedimentos que los aliados habían impuesto al desarrollo de la industria alemana.
De hecho, los alemanes vivían desde finales de la guerra en una economía planificada y muy racionada (leche, huevos, carbón, vestido, calzado...) en la que reinaba el mercado negro, el trueque y los robos, ya que además la mayor parte de la población vivía bajo la amenaza de los comités de desnazificación. La población buscaba una cierta estabilidad económica y política, a la vez que aspiraba a tener una cierta seguridad. Para responder a estas demandas, la CDU había adoptado tras su congreso de Ahlen de 1947 un programa de inspiración socialista (que sin embargo reconocía el derecho a la propiedad y a la iniciativa privadas), presentándose a la vez (en oposición al SPD que aún se consideraba marxista) como el partido de las reformas económicas y sociales progresivas. Su eslogan de 1957 es significativo en cuanto al posicionamiento de la CDU: «Sicherheit - Keine Experimente!» («Seguridad. ¡No experimentos!»)
Pero Ludwig Erhard, encargado por los aliados de la administración de la economía y de las finanzas en las zonas británica y estadounidense, preparaba con el máximo secreto una radical reforma monetaria que se puso en marcha un domingo, el 20 de junio de 1948. Esta reforma anuló en un día sólo y de modo inmediato el Reichsmark, que deja de tener curso legal y es sustituido por el Deutsche Mark. Cada alemán recibe únicamente una cuenta de 60 DM pagadera en dos veces y cada empresa recibe también 60 DM por empleado. Esto supone la anulación del 90 % de la antigua moneda.
Esta radical reforma tiene la ventaja de hacer desaparecer de modo inmediato el mercado negro y el régimen de trueque. Para conseguir dinero, los alemanes se ven obligados a trabajar, los comercios se vuelven a llenar de mercancía y la demanda supera ampliamente la oferta, lo que ocasiona un alza de los precios que favorece una producción libre de trabas. Comparada con la de 1936, pasa en tres meses del 45 % al 75 %, es decir, aumenta en 2/3.

En la zona bajo control soviético se prohíbe el uso de los nuevos marcos lo que tiene como consecuencia la inmediata depreciación del marco oriental. Para contrarrestar, los rusos emprenden el 24 de junio de 1948 un bloqueo de Berlín Occidental que durará hasta el 12 de mayo de 1949, casi un año. En diciembre de 1948, los sindicatos convocan una huelga general «para acabar con las draconianas condiciones que la economía de mercado impone». Esta huelga tiene un importante costo para Alemania, pero los sindicatos afirman tener razón, ya que la situación de los trabajadores empeora con las medidas de Erhard: se pasa de 760 000 parados a finales de 1948 al doble en 1949 y alcanza los 2 millones en febrero de 1950. 

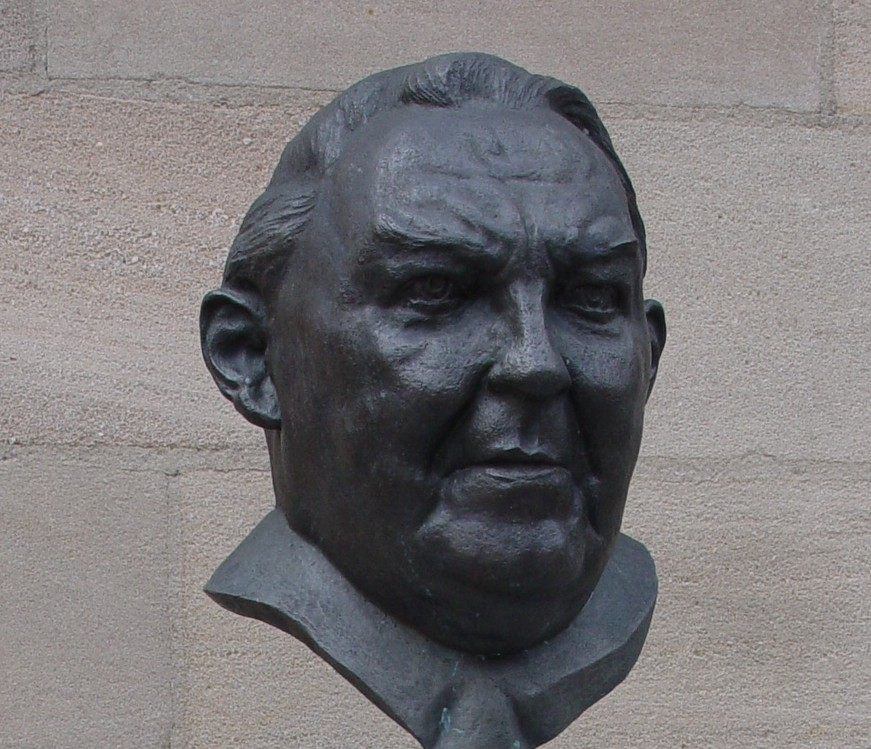
Busto de Ludwig Erhard.

En el congreso de Düsseldorf, el 15 de julio de 1949, la CDU adopta un programa auténticamente liberal, en oposición al que se adoptó tras el congreso de Ahlen. Con ese programa, la CDU gana las elecciones legislativas del 14 de agosto de 1949. Elegido diputado en el Bundestag, Ludwig Erhard pasa a ser ministro de Economía en el Gobierno de Konrad Adenauer. El 19 de septiembre de 1949, se devalúa el Deutsche Mark en un 20 %, pero en general la economía en su conjunto se hace competitiva y en 1952 Alemania genera su primer excedente comercial.

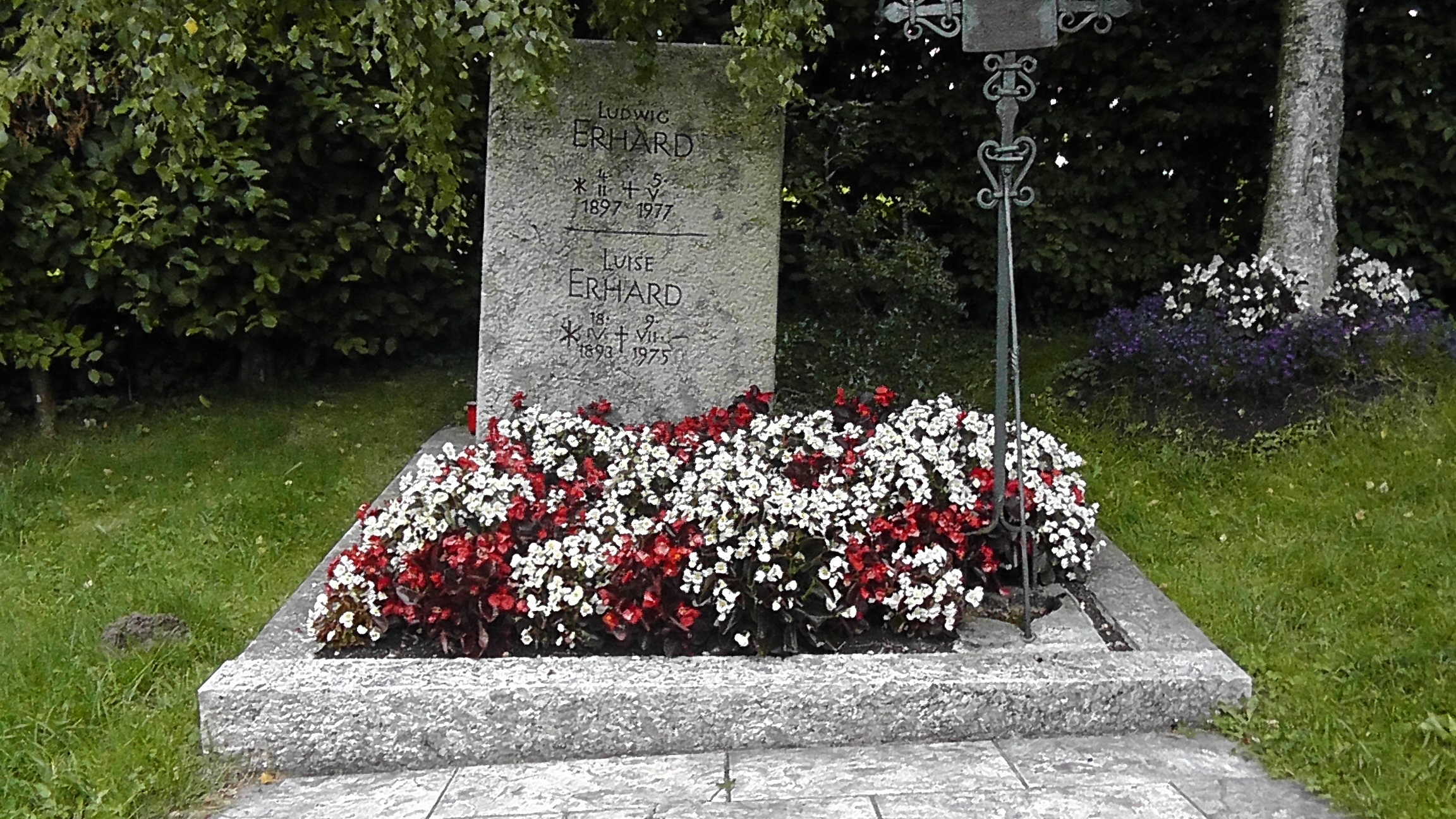
Tumba de Ludwig Erhard en Gmund am Tegernsee.

El 20 de abril de 1950, los Altos Comisarios aliados, alegando que eso favorecería demasiado a los más ricos, le prohíben una reforma fiscal que preveía importantes descensos en los impuestos. La opinión pública alemana protestó contra ese veto, que se juzgó una injerencia en los asuntos internos de la nueva República Federal. Los aliados cedieron nueve días después, en un movimiento que se considera el acta fundadora del regreso de los alemanes a la libertad política.
Ludwig Erhard preconizaba la mayor libertad económica y la mayor libertad política posible, sostenía que la natural búsqueda del beneficio por parte de los agentes económicos se debía favorecer con la inyección en el cuerpo social de «elementos motivadores de desigualdad», y esto favorecía la democracia.

## Publicaciones traducidas al español
- Ludwig Erhard: Economía social de mercado : su valor permanente, edición y presentación Ignacio Miralbell, Madrid: Rialp, 1994
- Ludwig Erhard: Bienestar para todos. Barcelona: Ediciones Omega, 1959